# Луїс Месеґер
'Луїс Альберто Месеґер Віллануева (ісп. Luis Alberto Meseguer Villanueva; нар. 7 вересня 1999, Мадрид, Іспанія) — гвінейський футболіст, лівий захисник іспанського клубу «Навалькарнеро» та національної збірної Екваторіальної Гвінеї.

## Клубна кар'єра
З 2008 по 2015 рік на юнацькому та молодіжному рівні виступав за «Атлетіко» (Мадрид). У 2015 році приєднався до молодіжної команди «Уніон Адарве», де провів сезон 2015/16 та 2016/17 років. У сезоні 2017/18 років виступав за молодіжну команду «Райо Вальєкано». Наступного сезону переведений до «Райо Вальєкано Б», у складі якого провів два сезони в Терсера Дивізіоні. Також потрапляв до заявки першої команди «Райо Вальєкано» на матч кубку Іспанії.
Влітку 2020 року він підписав контракт з представником Сегунда Дивізіону Б «Саморою». Наступного року перебрався до «Навалькарнеро».

## Кар'єра в збірній
Народився в Мадриді, але завдяки походженню батька отримав право на міжнародному рівні виступати за Екваторіальну Гвінею. За національну команду дебютував 17 листопада 2018 року в програному (0:1) поєдинку кваліфікації Кубку африканських націй 2019 проти Сенегалу, в якому відзначився автоголом.

### Голи за збірну
Рахунок та результат збірної Екваторіальної Гвінеї в таблиці подано на першому місці.
| №  | Дата           | Місце                         | Суперник        | Рахунок | Результат | Змагання                           |
| -- | -------------- | ----------------------------- | --------------- | ------- | --------- | ---------------------------------- |
| 1. | 4 вересня 2019 | «Аль-Хіляль», Омдурман, Судан | Південний Судан | 1–0     | 1–1       | кваліфікація чемпіонату світу 2022 |